# Маза (Дагестан)
Маза (лезг. Маца) — упразднённое село в Ахтынском районе Дагестана. На момент упразднения являлось центром Мазинского сельсовета. Исключено из учётных данных в 1975 г.

## География
Село Маза расположено на юге Дагестана, в южной части Ахтынского района, к юго-западу от горы Шалбуздаг, на правом берегу реки Маза, притока реки Ахтычай. Расстояние до ближайшего аула Ихир 6353 метра. До райцентра Ахты 23 километра. До селения Смугул 12 километров по долине реки Маза. Урочища и родники села: Верхер, Гюже, Гагарук, Зиза чIур, Зизадин къуза-там, Нисин пел, ЧIулав сув, Регез дагъ, Ругун ник, Хинаг ник, Хука ник, ЦIуги ник, ЧIерге ник, Чурарук яйлах, Сувал, Тарахар кам, Игъир вацI, Чепер вацI, Ураз ачI, Факьияр булах, Тахтаярин булах, Херчи булах.

## История
К концу X века Маза была захвачена корейшитами. В 60-70 годах XIV века в Мазе и иных населённых пунктах правит уцмий Амир-Чупан, сын уцмия Султана-Алибека. После Амир-Чупана власть переходит к его сыну, уцмию Сураки. Династия Кайтагских уцмиев (правителей) происходила от мазинской корейшитской династии, основанной Чупаном. В указанный момент Маза находилась в орбите политического влияния ширванского города Кабала, находившегося по другую (южную) сторону Главного Кавказского хребта. О тех временах в книге «История Маза» сообщается: «Оно было огромным горным северным селением, расположенным в очень высоких горах Шарвана. Их власть в нём, а также в селениях, которые расположены в его ущелье и по окраинам Мада, приобретена: где через пленение, убийство и разрушение, а где через исламизацию, подселение и доставление приятного». К самому началу XVII века потомки завоевателей-корейшитов окончательно теряют всякие сословные привилегии.
С начала XVII века по 1839 год Маза входила в Ахтыпаринское вольное общество в составе союза сельских общин Ахтыпара-2. В составе Ахтыпары в Маза имелись свои аксакалы, число которых зависело от количества тухумов, так как каждый тухум избирал по одному аксакалу из своего числа для управления селом. Также в селе имелся один чавуш. В 1839 году Маза, как и вся Самурская долина, была включена в состав Российской империи. В составе России Маза относилась к Ахтыпаринскому наибству Самурского округа Дагестанской области. Исторически в Маза занимались ковроделием. До 1961 года в 250 хозяйствах проживало около 6 тысяч человек. В колхозе имени Орджоникидзе работало 386 колхозников из 13 хозяйств. Мазинцы имели 1200 голов мелкого рогатого скота (МРС), 500 голов крупного рогатого скота (КРС), 60 рабочих волов (из них 7074 головы МРС и 170 голов КРС — колхозные), 200 лошадей, сотни гектаров террасных пашен.

### Переселение
В 1978 году жители села Маза из-за труднодоступности были переселены на равнину. К селу не была подведена даже автодорога, что весьма затрудняло хозяйственную деятельность в селе. После этого село перестало являться физико-административным субъектом. Со временем, несколько жителей вернулось в село. Сейчас в селе живёт 6 человек. Мазинцы были переселены в разные сёла Дагестана и Азербайджана. На данный момент, местами компактного проживания мазинцев являются сёла Бут-Казмаляр Магарамкентского района, Новый Усур Ахтынского района и Куруш Хасавюртовского района Республики Дагестан. Перед переселением Мазинский колхоз располагал крупным хозяйством в 12000 голов овец, 500 коров, 60 быков, 200 лошадей, которое было передано колхозу близлежащего селения Фий.

## Население
| Численность населения | Численность населения | Численность населения | Численность населения | Численность населения | Численность населения |
| 1869                  | 1886                  | 1895                  | 1908                  | 1926                  | 1939                  |
| --------------------- | --------------------- | --------------------- | --------------------- | --------------------- | --------------------- |
| 1089                  | ↗1095                 | ↘1070                 | ↗1150                 | ↗1625                 | ↘226                  |
| 1970                  |                       |                       |                       |                       |                       |
| ↗397                  |                       |                       |                       |                       |                       |

До переселения и в наше время в селе Маза живут лезгины, мусульмане-сунниты. В селении было 50 родовых объединений — тухумов (лезг. сихил), из которых самый многочисленный и известный — «Маргъузар», четыре больших квартала, каждый из которых имел свою мечеть, общая для всех Джума мечеть, пять мельниц, несколько арочных мостов. Село застроено двух-трёх этажными саклями.
В 1869 году в селе проживало 1089 человек, из них мужчины — 594, женщин 495. Село состояло из 152 дворов

## Этимология
Весной, перед тем как выйти в поле, мазинские крестьяне занимались террасированием, эти террасы именовались «мацвар», лезгинское название села — именно Мацар. Проходящие мимо Мазы лезгины также именовали эти террасы «мацвар».

## Дополнительно
В 2009 году налажен водопровод «Маза — Ахты», снабжающий районный центр Ахты питьевой водой. В июне 2011 года был достроен мост, ведущий к селу со стороны райцентра. Электричества в селе нет. Планируется прокладка автомобильной дороги до села.